# Mała Dolinka

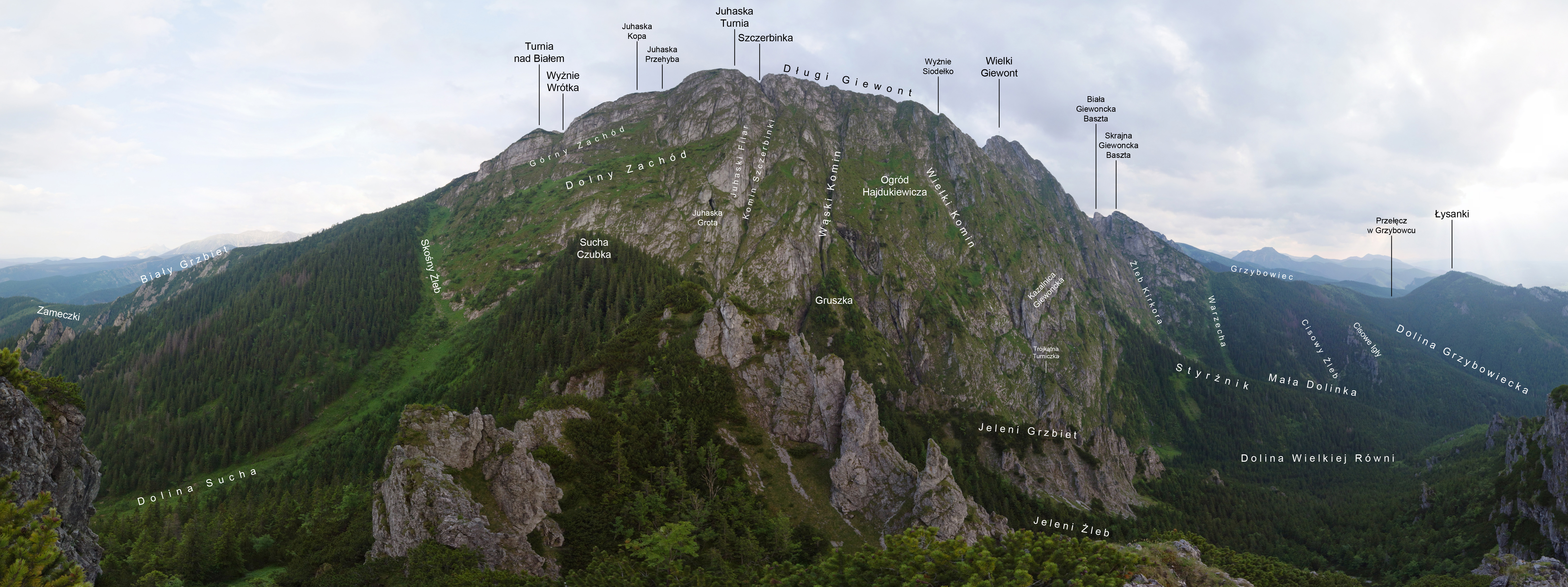

Mała Dolinka – jedna z dwóch górnych odnóg (zachodnia) Doliny Strążyskiej położonych ponad wodospadem Siklawica. Od wschodniej strony opadają do niej zbocza Styrżnika, od zachodu Małego Bacucha i Wielkiego Bacucha, od południa cały horyzont przesłaniają potężne ściany Giewontu. Do górnych odnóg Małej Dolinki uchodzą 3 wielkie żleby: Żleb Szczerby, Żleb Kirkora i Warzecha. Oprócz tych dobrze znanych żlebów wpadają do Małej Dolinki jeszcze dwa mniejsze i mniej znane żleby: Styrżnikowy Żleb ze Styrżnika i Cisowy Żleb z Grzybowca.
W dolince, u podnóża Żlebu Kirkora, znajduje się jaskinia Szczelina w Żlebie Kirkora.
Mała Dolinka dawniej była dość często zwiedzana, prowadził nią bowiem znakowany szlak turystyczny przez żleb Warzecha i przełęcz Bacug na Giewont. Z rzadka bywali w niej taternicy zdobywający północne ściany masywu Giewontu. Obecnie jest niedostępna ani dla turystów, ani taterników, mimo to jest w niej corocznie spore wysypisko śmieci. To efekt masowego ruchu turystycznego na Giewont, śmieci porzucone przez turystów ścianami i Żlebem Szczerby (czasami również drogą powietrzną unoszone przez wiatr) opadają do Małej Dolinki.
Według Władysława Cywińskiego do Małej Dolinki dochodzimy z Polany Strążyskiej. Drogą bez trudności dojście pod ścianę Giewontu zajmuje 30 min. Próg z wodospadem Siklawica omijamy krótkimi zakosami z lewej strony. Dalej łagodnie wznoszącą się ścieżką do górnej granicy lasu. Piargami jeszcze około 200 m pod północną ścianę Giewontu. Zimą ze względu na lawiny spadające z północnej ściany dolinka jest bardzo niebezpieczna.
Z rzadkich roślin występuje w Małej Dolince rogownica szerokolistna – gatunek w Polsce występujący tylko w Tatrach i to na nielicznych stanowiskach.